# Моррисси, Шинейд
Шинейд Моррисси (ирл. Sinéad Morrissey, род. 24 апреля 1972, Портадаун, Арма, Северная Ирландия, Великобритания) — ирландская поэтесса, лауреат ряда литературных премий, в том числе премии им. Т. С. Элиота, автор пяти поэтических сборников. Шинейд была удостоена звания первого национального поэта-лауреата Белфаста, в котором она родилась и выросла. Получила степень доктора философии в Тринити-колледже. На сегодняшний день работает в Университете Квинс. Моррисси замужем за иглотерапевтом Джозефом Пондом, у них есть сын и дочь.